# Livia Venturini
Pour les articles homonymes, voir Venturini.
Livia Venturini (selon les sources, on trouve aussi Lidia Venturini et Livia Venturelli), née le 31 mars 1926 à Rome (Italie), est une actrice italienne.

## Filmographie partielle

### Au cinéma
- 1943 : Tristi amori : mademoiselle Rublo
- 1943 : T'amerò sempre : une invitée à la fête
- 1950 : La leggenda di Faust
- 1950 : La bisarca
- 1952 : Papà ti ricordo
- 1952 : Une femme pour une nuit de Mario Camerini
- 1952 : Rosalba, la fanciulla di Pompei : la fille à bicyclette
- 1953 : L'Amour à la ville (L'amore in città), segment Une agence matrimoniale de Federico Fellini : la jeune fille
- 1954 : La strada de Federico Fellini : une nonne
- 1956 : Guardia, guardia scelta, brigadiere e maresciallo : la nonne conduisant la voiture
- 1961 : Mina... fuori la guardia : la mère de Carlo
- 1962 : La cuccagna : la sœur de Rossella
- 1984 : Non ci resta che piangere : Parisina
- 1988 : I giorni randagi : la grand-mère
- 1989 : Mortacci de Sergio Citti
- 1992 : Infelici e contenti
- 1993 : Il gioco della notte
- 2008 : Chi nasce tondo...